# Olympische Sommerspiele 1896/Schießen – 200 m Armeegewehr
Der 200-m-Armeegewehr-Wettkampf der Männer bei den Olympischen Spielen 1896 in Athen fand am 8. und 9. April im Skopeftirion statt.
Es wurden vier Serien à 10 Schuss geschossen. Olympiasieger wurde Pantelis Karasevdas aus Griechenland.

## Ergebnisse
| Rang  | Athlet                               | Nation             | Punkte    | Treffer   | Serie     | Serie     | Serie     | Serie     |
| Rang  | Athlet                               | Nation             | Punkte    | Treffer   | 1         | 2         | 3         | 4         |
| ----- | ------------------------------------ | ------------------ | --------- | --------- | --------- | --------- | --------- | --------- |
| 1     | Pantelis Karasevdas                  | Griechenland       | 2350      | 40        | 480       | unbekannt | unbekannt | unbekannt |
| 2     | Pavlos Pavlidis                      | Griechenland       | 1978      | 38        | unbekannt | unbekannt | unbekannt | unbekannt |
| 3     | Nikolaos Trikoupis                   | Griechenland       | 1713      | 34        | unbekannt | unbekannt | unbekannt | unbekannt |
| 4     | Anastasios Metaxas                   | Griechenland       | 1701      | unbekannt | unbekannt | unbekannt | unbekannt | unbekannt |
| 5     | Georgios Orfanidis                   | Griechenland       | 1698      | unbekannt | unbekannt | unbekannt | unbekannt | unbekannt |
| 6     | Viggo Jensen                         | Dänemark           | 1640      | 30        | unbekannt | unbekannt | unbekannt | unbekannt |
| 7     | Georgios Diamantis                   | Griechenland       | 1456      | unbekannt | unbekannt | 384       | unbekannt | unbekannt |
| 8     | Albert Baumann                       | Schweiz            | 1294      | unbekannt | unbekannt | unbekannt | unbekannt | unbekannt |
| 9     | Ioannis Theofilakis                  | Griechenland       | 1261      | unbekannt | unbekannt | 312       | unbekannt | unbekannt |
| 10    | Sidney Merlin                        | Großbritannien     | 1156      | unbekannt | 477       | unbekannt | unbekannt | unbekannt |
| 11    | Alexios Fetsis                       | Griechenland       | 894       | unbekannt | unbekannt | 272       | unbekannt | unbekannt |
| 12    | Eugen Schmidt                        | Dänemark           | 845       | 12        | unbekannt | unbekannt | unbekannt | unbekannt |
| 12    | Spyridon Stais                       | Griechenland       | 845       | unbekannt | unbekannt | unbekannt | unbekannt | unbekannt |
| 14-41 | Charles Waldstein                    | Vereinigte Staaten | unbekannt | unbekannt | 354       | 154       | unbekannt | unbekannt |
| 14-41 | Machonet                             | Großbritannien     | unbekannt | unbekannt | unbekannt | unbekannt | unbekannt | unbekannt |
| 14-41 | Giuseppe Rivabella                   | Königreich Italien | unbekannt | unbekannt | unbekannt | unbekannt | unbekannt | unbekannt |
| 14-41 | Aristovoulos Petmezas                | Griechenland       | unbekannt | unbekannt | unbekannt | unbekannt | unbekannt | unbekannt |
| 14-41 | Albin Lermusiaux                     | Frankreich         | unbekannt | unbekannt | unbekannt | unbekannt | unbekannt | unbekannt |
| 14-41 | G. Karagiannopoulos                  | Griechenland       | unbekannt | unbekannt | unbekannt | unbekannt | unbekannt | unbekannt |
| 14-41 | 22 weitere Athleten, Namen unbekannt | Griechenland       | unbekannt | unbekannt | unbekannt | unbekannt | unbekannt | unbekannt |
|       | Holger Louis Nielsen                 | Dänemark           | DNF       | DNF       | unbekannt | unbekannt | DNF       | DNF       |